# سرخک (اسلام‌آباد غرب)
سرخک نام روستایی در دهستان حومه شمالی بخش مرکزی شهرستان اسلام‌آباد غرب در استان کرمانشاه است و در قدیم به عنوان امپراطوری سرخک شناخته میشد. طبق سرشماری سال ۱۳۸۵ جمعیت این روستا ۵۲۶ نفر در ۱۱۹ خانوار است.